# Meråker
Meråker és un municipi situat al comtat de Trøndelag, Noruega. Té 2.503 habitants i una superfície de 1.273,41 km². El centre administratiu del municipi és el poble de Midtbygda.
El municipi, sense sortida al mar, se situa al sud de Nord-Trøndelag. Limita al nord amb el municipi de Verdal, a l'oest amb Stjørdal, al sud amb Selbu i Tydal (ambdós al comtat de Sør-Trøndelag), i a l'est amb Suècia.
Hi ha tres grans llacs a Meråker: Feren, Fjergen i Funnsjøen. El riu Stjørdalselva travessa el municipi fins al fiord de Trondheim. El riu Rotla comença a la part sud de Meråker. La muntanya de Fongen es troba al sud, a la frontera amb Tydal i Selbu.
La ruta europea E14 travessa el municipi d'est a oest fins a l'aeroprt de Trondheim, Værnes, a uns 40 quilòmetres a l'oest. El ferrocarril de la línia de Meråker segueix l'E14 a través del municipi, amb tres parades al municipi.